# 田上站
田上站（日语：／ Tagami eki */?）是位於新潟縣南蒲原郡田上町大字田上，東日本旅客鐵道（JR東日本）的信越本線車站。

## 歷史
- 1943年（昭和18年）9月22日：鐵道省（國有鐵道）開設田上信號站。
- 1946年（昭和21年）6月5日：成為臨時車站，開始許可上落乘客。開始發售車票[2]。
- 1949年（昭和24年）5月28日：升級為車站。田上站啟用[1]。
- 1970年（昭和45年）10月1日：成為簡易委託車站。
- 1987年（昭和62年）4月1日：伴隨國鐵分割民營化，車站由東日本旅客鐵道（JR東日本）營運。
- 2005年（平成17年）4月：湯田上溫泉旅館協同組合不再負責車站業務，成為無人車站，關閉商店。
- 2006年（平成18年）
  - 1月21日：此站開始可以使用IC卡「Suica」[3]。
  - 5月8日：候車室內的「田上站繡球花商店」開幕。

## 車站構造

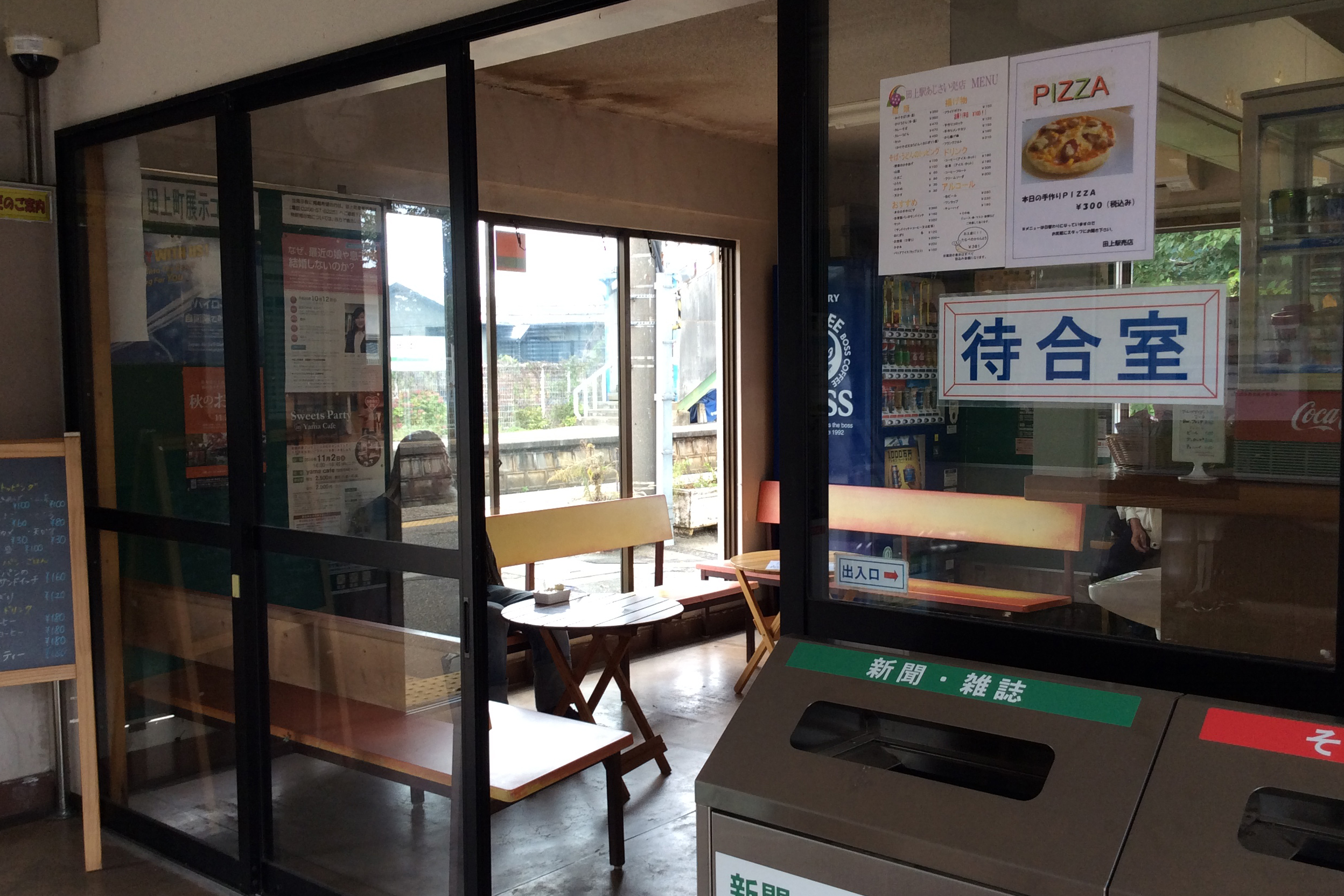
繡球花商店

車站是一座地面車站，設有2面2線的相對式月台，月台之間設有跨線橋連接。
此站是由新津站管理的無人車站。車站大樓位於1號月台側，於大樓內設有簡易Suica閘機（出、入閘用各1台）、自動售票機（1台簡易式。不可使用Suica）、自動販賣機、廁所等設施。
在閘口旁設有候車室。於候車室內設有商店和立食蕎麥麵店「田上站繡球花商店」（營業時間 11:00 - 17:00）。
在2005年前此站為簡易委託車站。於車站大樓南邊設有由湯田上溫泉旅館協同組合營運的商店，在該處可購買近距離車票（常備券）。
於站前廣場經常有的士等候乘客。

### 月台
| 月台 | 路線      | 上下行 | 方向       |
| ---- | --------- | ------ | ---------- |
| 1    | ■信越本線 | 上行   | 東三條方向 |
| 2    | ■信越本線 | 下行   | 新津方向   |

參考

## 利用状況
以下列出2000年度至2003年度1日平均乘車人次：
| 乘車人次變化       | 乘車人次變化     | 乘車人次變化 |
| 年度               | 1日平均 乘車人次 | 參考資料     |
| ------------------ | ---------------- | ------------ |
| 2000年（平成12年） | 404              | [ 5 ]        |
| 2001年（平成13年） | 407              | [ 6 ]        |
| 2002年（平成14年） | 389              | [ 7 ]        |
| 2003年（平成15年） | 407              | [ 8 ]        |

## 車站周邊
站前設有古老村落，站後方為新興住宅區。田上町的中心車站為鄰站羽生田站。
- 國道403號（日语：国道403号）
- 新潟縣道55號新潟五泉間瀨線（日语：新潟県道55号新潟五泉間瀬線）
- 湯田上溫泉（日语：湯田上温泉）
- 湯田上鄉村俱樂部
- 護摩堂山（日语：護摩堂山_(新潟県)）
  - 繡球園

## 巴士路線
此站設有新潟交通觀光巴士路線前往加茂市中心，也有南區區巴士路線（彩虹巴士）前往新潟市南區內。另外於站前設有「田上站前」巴士站，可前往白根地區南部庄瀨、茨曾根地區。
田上駅站
- 站前（國道403號沿線）
  - 加茂（穀町、幸町）（經本田上、羽生田）
- 車站大樓正面
  - 【彩虹巴士】（東部路線）庄瀨、茨曾根

## 相鄰車站
東日本旅客鐵道
■信越本線
羽生田－田上－矢代田

## 注腳
1. 1 2 3 4 5 6 7 8 9 10  . 週刊朝日百科. 14号 長野駅・新津駅・高田駅ほか. 朝日新聞出版. 2012-11-11: 25 （日语）.
2. ↑  讀賣新聞昭和21年6月6日新潟版
3. ↑   (新闻稿). 東日本旅客鉄道 新潟支社. 2005-09-21 （日语）. - WayBack Machine存檔
4. ↑  JR東日本:駅構内図 （页面存档备份，存于）（日語）
5. ↑  . 東日本旅客鉄道.   [2019-04-04]. （原始内容存档于2019-04-02） （日语）.
6. ↑  . 東日本旅客鉄道.   [2019-04-04]. （原始内容存档于2019-02-22） （日语）.
7. ↑  . 東日本旅客鉄道.   [2019-04-04]. （原始内容存档于2019-04-02） （日语）.
8. ↑  . 東日本旅客鉄道.   [2019-04-04]. （原始内容存档于2019-03-27） （日语）.

## 外部連結
- 車站資訊（田上）：東日本旅客鐵道